# جاي ريد شيلتون
جاي ريد شيلتون (بالإنجليزية: J. Reid Shelton)‏ هو مهندس أمريكي، ولد في 16 يناير 1911، وتوفي في 31 ديسمبر 2007.